# Dietrich Braun (Theologe)

Dietrich Braun im Jahr 2009

Dietrich Braun (* 10. September 1928 in Crossen an der Oder, Kreis Crossen; † 23. November 2014 in Berlin) war ein deutscher evangelischer Theologe und Professor.

## Leben und Wirken
Braun wurde als drittes von vier Kindern Martin Brauns (Pfarrer der Bekennenden Kirche) und seiner Frau Frida Ziethe geboren. Sein Großvater war der Pfarrer Max Braun. 1930 übersiedelte die Familie nach Betten/Finsterwalde, wo er aufwuchs.
Nach Kriegsende 1945 studierte er Evangelische Theologie in Berlin, Mainz, Tübingen und Basel. Seine 1963 erschienene Doktorarbeit Der sterbliche Gott oder Leviathan gegen Behemoth verfasste er bei Karl Barth über das Problem des staatlichen Totalitarismus in der Auseinandersetzung mit Thomas Hobbes‘ Staatstheorie. Barth schreibt hierzu: „Das Problem der Lehre des Hobbes als solches ist m. W. noch nirgends so präzis herausgearbeitet worden, wie es hier bei aller Differenziertheit der Anordnung anschaulich, in flüssigem Vortrag und … auch in gutem Deutsch geschehen ist.“ Und in einer weiteren Empfehlung: „Herr Braun hat eine ausgezeichnete denkerische Begabung und Leidenschaft … Seine Arbeit über Hobbes ist eine unter den anderen Dissertationen merklich hervorgehobene Leistung geworden, von der ich erwarte, dass sie nicht nur in theologischen, sondern auch in philosophischen Kreisen Beachtung finden und die Diskussion fördern wird.“
Noch vor Drucklegung dieser Arbeit meldete sich der deutsche Jurist und politische Philosoph Carl Schmitt bei Braun, um mit ihm über das Thema ins Gespräch zu kommen. Daraus entstand ein Briefwechsel, der 2022 unter dem Titel Erst Leviathan ist der Ausdruck vollendeter Reformation erschien.
Braun wurde 1971 auf eine Professur für Systematische Theologie an die Pädagogische Hochschule Berlin berufen. Von 1980 bis 1993 lehrte er als Kollege von Helmut Gollwitzer und Friedrich-Wilhelm Marquardt an der Freien Universität Berlin.
Neben seiner Lehrtätigkeit war er zudem regelmäßig Gastprediger in den Gemeinden seines Wohnumfelds im Südwesten Berlins.

## Familie
Braun heiratete 1962 Renate Eichrodt, eine Tochter von Walther Eichrodt und Maria Nyffeler. Der Ehe entstammen zwei Kinder.

## Schriften (Auswahl)

### Autor
- Der sterbliche Gott oder Leviathan gegen Behemoth. Teil 1. Erwägungen zu Ort, Bedeutung und Funktion der Lehre von der Königsherrschaft Christi in Thomas Hobbes' „Leviathan“, Zürich 1963 (= Basler Studien zur hist. und syst. Theologie Bd.2, XII).
- Reinhard Mehring, Martin Braun, Mathias Eichhorn (Hrsg.): Erst Leviathan ist der Ausdruck vollendeter Reformation. Briefwechsel Dietrich Braun – Carl Schmitt 1963–1966. Matthes & Seitz, 2022.
- Strukturen der Lehre vom Heiligen Geist bei Karl Barth - Eine Einführung, Friedrich-Wilhelm Marquardt zum 60. Geburtstag gewidmet. In: Berliner Theologische Zeitschrift 9, 1992, Heft 2, erweiterte Form in: Arbeiten zu Karl Barth. Rheinfelden und Berlin, (Religionswissenschaft und Theologien 7, Schäuble Verlag, 1993).
- Der Ort der Theologie - Entwurf für einen Zugang zum Verständnis des Briefwechsels zwischen Adolf von Harnack und Karl Barth aus dem Jahr 1923. In: Eberhard Busch, Jürgen Fangmeier u. a. (Hrsg.): Parrhesia. Festschrift zum 80. Geburtstag von Karl Barth am 10.5.1966. Zürich 1966, Neudruck in: Arbeiten zu Karl Barth, Rheinfelden und Berlin 1993 (Schäuble-Verlag).
- Schöpfungsglaube heute - Überlegungen im Anschluss an Karl Barths Kirchliche Dogmatik, mit Beiträgen von A.M Klaus Müller, Paul Pasolini, Dietrich Braun. Neukirchener Verlag, 1985
- Zur Freiheit berufen. Predigten aus den Jahren 1969–2003. Milde Verlag, Bremen 2003.

### Herausgeber
- Karl Barth Gesamtausgabe: Bd.1, Ethik I, Zürich 1973 (Theologischer Verlag Zürich).
- Karl Barth Gesamtausgabe: Bd.10, Ethik II, Zürich 1978, (Theologischer Verlag Zürich).
- Helmut Gollwitzer: Coena Domini. Die altlutherische Abendmahlslehre in ihrer Auseinandersetzung mit dem Calvinismus, dargestellt an der lutherischen Frühorthodoxie (1937). Mit einer Einführung zur Neuausgabe von Dietrich Braun, München 1988.